# Cardamine quinquefolia
Cardamine quinquefolia är en korsblommig växtart som först beskrevs av Friedrich August Marschall von Bieberstein, och fick sitt nu gällande namn av Johannes Theodor Schmalhausen. Cardamine quinquefolia ingår i släktet bräsmor, och familjen korsblommiga växter. Inga underarter finns listade i Catalogue of Life.

## Bildgalleri

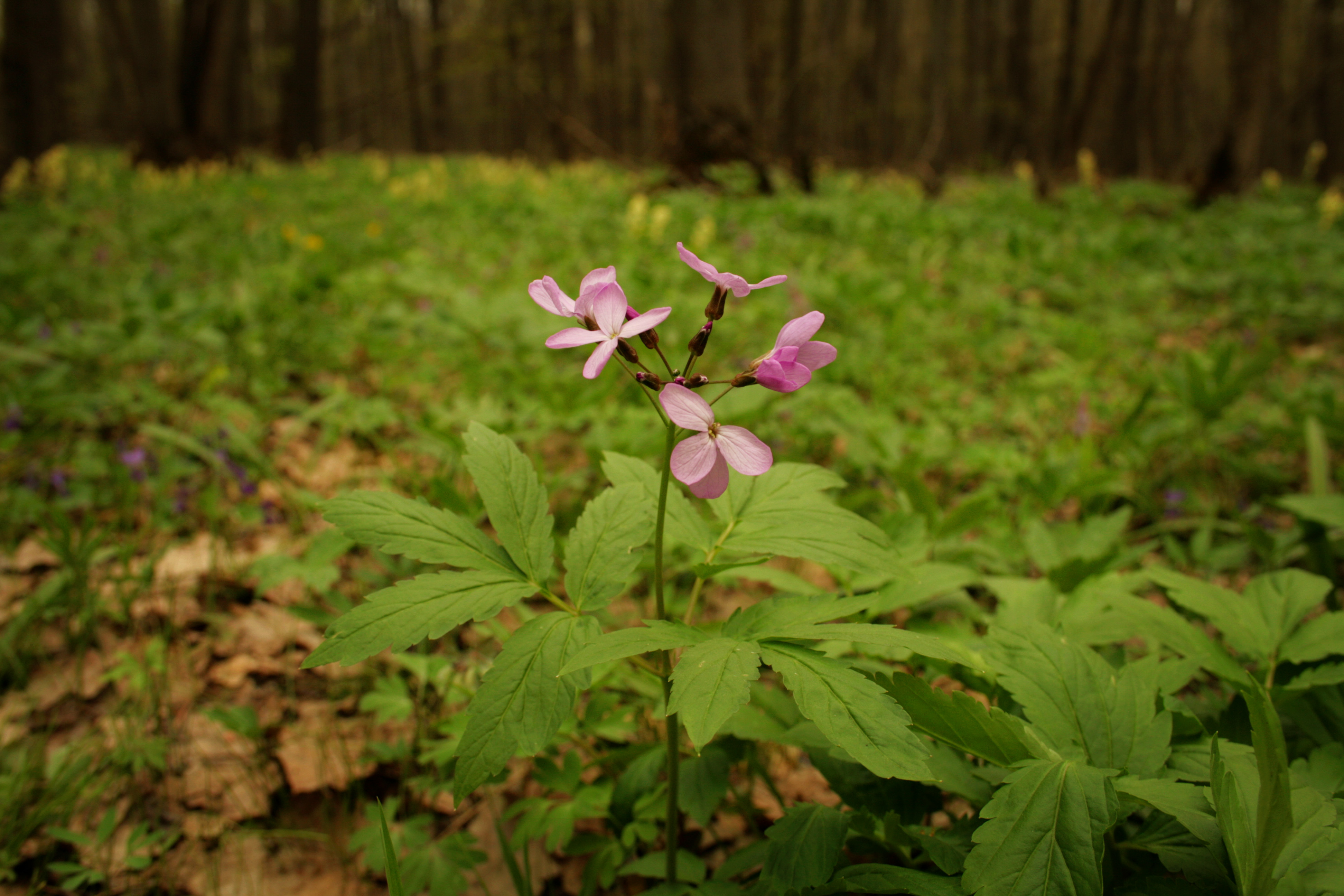
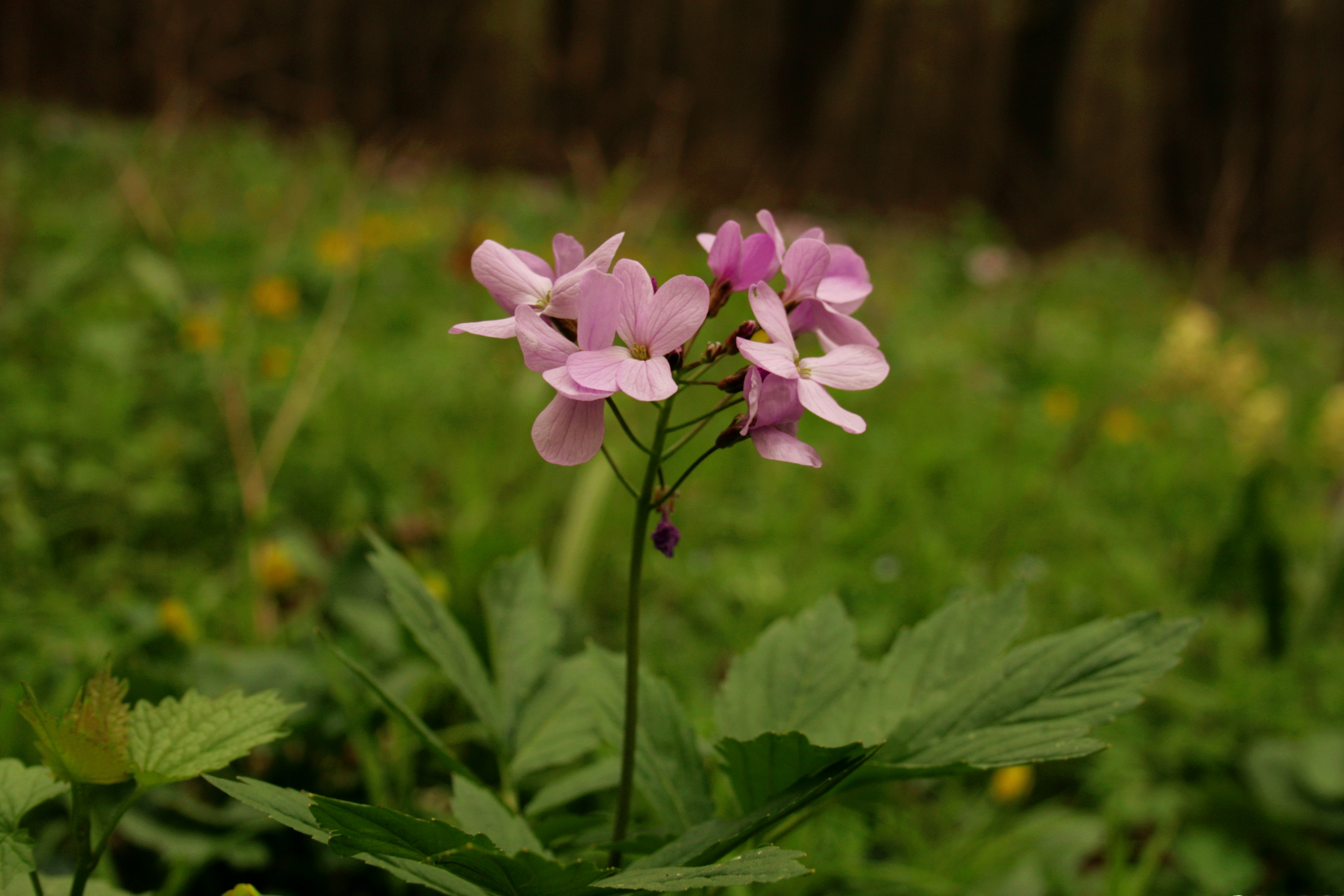
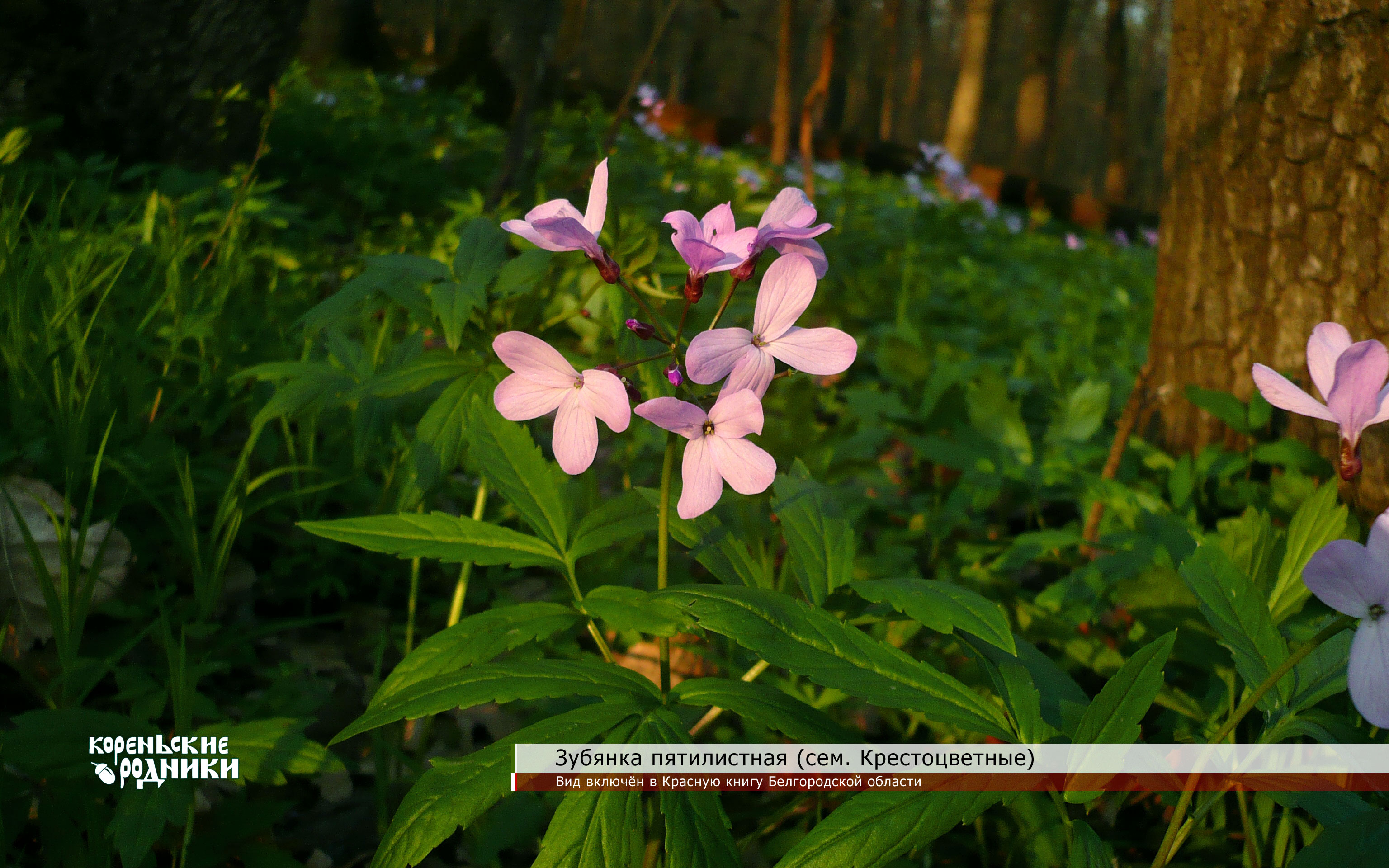